# Kenta Hasegawa
Kenta Hasegawa (長谷川 健太 Hasegawa Kenta?,  nacido el 25 de septiembre de 1965 en Shimizu, Shizuoka) es un exfutbolista y actual entrenador japonés. Jugaba de delantero y su último club fue el Shimizu S-Pulse de Japón. Actualmente dirige a Nagoya Grampus de la J1 League de Japón.

## Carrera

### Como futbolista

#### Clubes
Los inicios de Kenta Hasegawa en el fútbol se remontan a la Escuela Secundaria Shimizu Higashi, institución en donde fue educado. Obtuvo el campeonato nacional de las escuelas secundarias junto con sus compañeros Katsumi Ōenoki y Takumi Horiike. Continuó sus estudios y su carrera de futbolista en la Universidad de Tsukuba, donde ganó la Liga Universitaria del Kanto en 1987.
Después de graduarse de la universidad en 1988, se unió al Nissan Motors (actual Yokohama F. Marinos) de la Japan Soccer League. Contribuyó al club a ganar dos veces la Copa del Emperador, en 1988 y 1989. Cuando comenzó la J1 League, primera liga profesional de Japón, Shimizu S-Pulse fue fundado en su ciudad natal. Se sumó a ese club en 1992 y se reencontró con sus viejos compañeros de secundaria Ōenoki y Horiike. Ayudó al equipo a ganar la Copa J. League en 1996. Se retiró como futbolista en el Shimizu, después de que el club obtuviera la segunda etapa de la temporada 1999 de la J1 League. En total, jugó 207 partidos de liga y marcó 45 goles en siete temporadas en Shimizu S-Pulse.

#### Selección nacional
Kenta Hasegawa jugó 27 veces y marcó 4 goles para la Selección de fútbol de Japón entre 1989 y 1995. Su primera aparición internacional se dio el 20 de enero de 1989 en un encuentro amistoso ante Irán en Teherán. Su primer gol en el seleccionado fue el 11 de junio de 1990 en un partido de clasificación para la Copa Mundial de Fútbol de 1990 contra Indonesia en el Estadio de Fútbol de Nishigaoka de Tokio. Fue miembro del combinado japonés que participó en la etapa de clasificación final de la AFC para la Copa Mundial de Fútbol de 1994. En el crucial último partido, Hasegawa fue sustituido en el minuto 59 por Masahiro Fukuda y observó desde el banco de suplentes la igualdad iraquí en el minuto final, que arruinó las esperanzas de Japón para clasificar por primera vez a la fase final de una Copa Mundial. Actualmente, este partido es recordado por los fanáticos japoneses como la Agonía de Doha.

### Como entrenador

#### Clubes
Después de que se retiró como futbolista, comenzó a trabajar como autoridad del canal de televisión nacional NHK. A su vez, fue nombrado como entrenador general de dos clubes universitarios, Universidad de Hamamatsu y Universidad de Fuji Tokoha (2000-2001). Se convirtió en el entrenador de la Universidad de Hamamatsu y los llevó a ganar la Liga Universitaria de Tokai y, en consecuencia, la clasificación como representantes de la Prefectura de Shizuoka en la Copa del Emperador. En 2004, adquirió la licencia de entrenador S-class que le fue solicitada para entrenar a clubes de la J1 League y se transformó en el nuevo director técnico de su viejo club S-Pulse en 2005. El club luchó y escapó por poco del descenso en el 2005, pero mejoraron al año siguiente y terminaron en el cuarto puesto de la liga; dicha posición fue igualada en el 2007. En 2008, Hasegawa llevó al S-Pulse a la final de la Copa Nabisco y al quinto puesto de la liga, lo que significaba que ellos eran el equipo de mejor rendimiento en la segunda mitad del campeonato. Fue recompensado con una extensión de contrato que lo mantenía unido a S-Pulse hasta 2010. Finalmente, dejó Shimizu tras llevar al club a la final de la Copa del Emperador 2010 y expirar su contrato.
Hasegawa fue anunciado como entrenador de Gamba Osaka en 2013.

## En la cultura popular
En la popular serie de manga y animé Chibi Maruko-chan, un niño llamado Kenta kun hace apariciones ocasionalmente. Él ama el fútbol y su compañera es el personaje del título Chibi Maruko. Momoko Sakura, el autor del manga, creó este personaje basado en Hasegawa. Sakura y Hasegawa asistieron a la misma escuela primaria durante el mismo período.

## Trayectoria

### Clubes como futbolista
| Club            | País  | Año         |
| --------------- | ----- | ----------- |
| Nissan Motors   | Japón | 1988 - 1991 |
| Shimizu S-Pulse | Japón | 1992 - 1999 |

### Clubes como entrenador
| Club            | País  | Año           |
| --------------- | ----- | ------------- |
| Shimizu S-Pulse | Japón | 2005-2010     |
| Gamba Osaka     | Japón | 2013-2017     |
| F.C. Tokyo      | Japón | 2018-2021     |
| Nagoya Grampus  | Japón | 2022-presente |

## Palmarés

### Como futbolista

#### Títulos nacionales
| Título                   | Club            | País  | Año  |
| ------------------------ | --------------- | ----- | ---- |
| Copa Japan Soccer League | Nissan Motors   | Japón | 1988 |
| Copa del Emperador       | Nissan Motors   | Japón | 1988 |
| Japan Soccer League      | Nissan Motors   | Japón | 1989 |
| Copa Japan Soccer League | Nissan Motors   | Japón | 1989 |
| Copa del Emperador       | Nissan Motors   | Japón | 1989 |
| Japan Soccer League      | Nissan Motors   | Japón | 1990 |
| Copa Japan Soccer League | Nissan Motors   | Japón | 1990 |
| Copa J. League           | Shimizu S-Pulse | Japón | 1996 |

### Como entrenador

#### Títulos nacionales
| Título             | Club        | País  | Año  |
| ------------------ | ----------- | ----- | ---- |
| J2 League          | Gamba Osaka | Japón | 2013 |
| Copa J. League     | Gamba Osaka | Japón | 2014 |
| J1 League          | Gamba Osaka | Japón | 2014 |
| Copa del Emperador | Gamba Osaka | Japón | 2014 |
| Supercopa de Japón | Gamba Osaka | Japón | 2015 |
| Copa del Emperador | Gamba Osaka | Japón | 2015 |
| Copa J. League     | FC Tokyo    | Japón | 2020 |

#### Distinciones individuales
| Distinción                         | Año  |
| ---------------------------------- | ---- |
| Entrenador del Año de la J. League | 2014 |